# سیر و سلوک
سیر و سلوک آداب و رسوم و کیفیت مقامات و احوال، و چگونگی در طریقت است و ترقی زندگی روحی را به سیر و سفر تشبیه کرده‌اند. صوفی در طلب خدا پا به راه می‌گذارد و خود را سالک، راهرو و مرد راه می‌نامد. سالک در سیر و سلوک از همان لحظه‌ای که به راه می‌افتد و در پی تکمیل خود برمی‌آید، در راه وصول به منظور و مقصود خود از منازل و مراحل گوناگونی می‌گذرد و مانند مسافران جهان‌پیما هر لحظه با منظره ویژه‌ای مواجه می‌شود و در هر قدمی مثلی می‌یابد و به نشیب‌ها و فرازها برمی‌خورد.
سیر و سلوک طی کردن مراحل جهت تهذیب و تصفیه نفس است؛ و سالک را اهل سلوک و نیز اهل طریقت هم می‌نامند. البته سالک طی مراحل سیر و سلوک مستلزم شناخت چهار چیز است: ۱- راه و شناخت آن ۲- رونده و شناخت آن ۳- مقصد و شناخت آن ۴- راهنما و شناخت آن. بدین‌گونه سالک غیر از راه و مقصد باید هم خود را بشناسد و هم راهنمای خود را، و به اعتقاد صوفیه بدون این شروط، سلوک کامل نمی‌شود یا فایده‌ای از آن حاصل نمی‌شود. نزد محققان صوفیه سلوک عبارت است از سیر در مراتب وجود به قصد وصول به کمال که در واقع عبارت است از نیل به حقیقت. از این رو سالک هرچند در منتهای سیر الی اﷲ (سیر به سوی خدا) به حق می‌رسد، اما سیر او با وصول به حق تمام نیست.